# Francisco Aramburu
Francisco Aramburu, beter bekend onder zijn spelersnaam Chico (Uruguaiana, 7 januari 1922 – Porto Alegre, 1 oktober 1997) was een Braziliaans voetballer.

## Speelcarrière

### Club
Chico begon zijn voetbalcarrière in 1939 als 17-jarige in zijn geboorteplaats aan de Argentijnse grens met EC Ferro Carril. Een jaar later kon hij verhuizen naar Gremio in de hoofdstad van de staat Porto Alegre, waar hij zijn talent op een hoger niveau kon laten zien.
Al in 1942 werd hij door CR Vasco da Gama naar de toenmalige nationale hoofdstad Rio de Janeiro gebracht. De traditionele club met het Maltezer kruis in het wapen was achter Fluminense, Botafogo, Flamengo en America FC slechts nummer vijf in de metropool.
Tegelijk met Chico ging ook de succesvolle Uruguay-coach Ondino Viera, die al vijf kampioenschappen had gewonnen met de Argentijnse club CA River Plate en Flamengo, bij de club werken. Dit introduceerde niet alleen de diagonale sjerp - geïnspireerd op River Plate - die inmiddels typerend is geworden voor Vasco-truien, maar introduceerde ook tactische innovaties. Ook voormalig bokser Mário Américo trad in 1942 in dienst bij Vasco da Gama als masseur en fysiotherapeut - vanaf 1950 zou hij als fysiotherapeut het nationale team zeven wereldkampioenschappen begeleiden en als factotum zelf wereldwijde bekendheid verwerven.
In 1945 slaagde Ondino Viera erin een krachtig team samen te stellen dat niet bang was voor vergelijking en de club veroverde ongeslagen het zesde staatskampioenschap in de geschiedenis van de club. De Expresso da Vitória (“Overwinningsexpress”), waarmee het team van 1945 tot 1952 de geschiedenis inging, profiteerde vooral van zijn aanvalsreeks Ademir, topscorer Lelé, Isaías, Jair en Chico op de linkervleugel. Hij had tegen die tijd een reputatie opgebouwd als een keiharde, snelle, tweebenige dribbelaar met een scherp schot en kwam al snel in aanmerking voor het nationale team.

### Internationaal
In 1945 maakte hij zijn debuut in officiële wedstrijden als onderdeel van het Braziliaanse nationale team. Tijdens zijn carrière in het nationale team, die 5 jaar duurde, speelde hij 21 wedstrijden in zijn vorm en scoorde 8 doelpunten. Als onderdeel van het nationale team nam hij deel aan het Zuid-Amerikaanse kampioenschap in 1946 in Argentinië, waar hij en zijn team "zilver" wonnen. Chico werd geselecteerd voor de Braziliaanse ploeg die deelnam aan de Copa América van 1949. Het jaar daarop was hij een van de belangrijkste aanvallers van het Braziliaanse nationale team op het WK thuis in 1950. In de laatste groep van het toernooi nam hij actief deel aan de nederlaag van de teams van Zweden en Spanje, waarbij hij twee doelpunten scoorde in het doel van elk van hen. Maar in de beslissende wedstrijd tegen Uruguay, waarin de wereldkampioen werd bepaald en waarin de Brazilianen als favoriet werden beschouwd, kon hij niet uitblinken en verloor zijn team onverwachts met 2-1 en ontving alleen zilveren medailles en won de Bronzen Schoen. Chico trok zich na de laatste wedstrijd terug uit de Seleção.